# 假如一棵樹在森林裡倒下

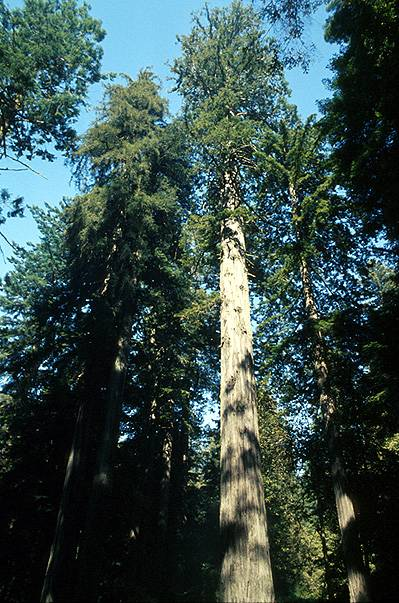
森林裡的一棵加州紅木

「假如一棵樹在森林裡倒下而沒有人在附近聽見，它有沒有發出聲音？」（"If a tree falls in a forest and no one is around to hear it, does it make a sound?"）是一個哲學思考實驗，提出關於觀察和現實知識的問題。

## 歷史
哲學家乔治·贝克莱在1710年的《論人類知識的原則》中提出：「可是你問，對我來說肯定沒有什麼比想起樹木更容易，舉個例子，在一個公園裏……而沒有任何人在附近感知它們……意識裡頭的東西只會在被感知的時候存在；所以樹木在公園裡……的時間不會比有人在附近感知它們的時間長。」不過，事實上貝克萊從沒有就「假如一棵樹在森林裡倒下」的問句寫過片言隻字。
二十年後，威廉·福塞特在思考意義的出現時提到貝克萊的例子：「扯開（自然世界的）紗綫，布上的圖案樣式就會消失。設計其實是在於裁縫如何安排紗綫的排列：這樣放那樣擺，依照著當下時尚的要求。……說某些東西是有意義的，就等於說我們做的安排就是那麼樣；我們把它怎麼理解，以及我和你理解出什麼來，可能，舉個例子，跟一隻貓的有所不同。假如一棵樹在公園裡倒下而沒有人在旁邊，它就是無聲的、不可見的、沒有名字的。要是我們都會消失，世上就不再有樹；所有的意義都會跟我們一起消失。除了貓兒們的，當然。」
好些年以後，出現了一個類似的問句，但不清楚是否來自貝克萊；1883年6月的《The Chautauquan》雜誌這樣問：「假如一棵樹在一個沒有人的島上倒下，那裏會不會有任何聲音呢？」他們接著回答說：「不會。聲音是一種當空氣或其他物件移動導致耳朵受到刺激而產生的感應。」以上說法似乎暗示了這個問題本身是從純粹科學角度出發，而非哲學性的。一年之後，《Scientific American》雜誌進一步證實這個問題的技術性，其哲學部份仍未被留意。該雜誌將用詞稍作修改，問道：「假如一棵樹在一個無人居住的島上倒下，那裏會不會有任何聲音呢？」然後給出一個更技術性的答案：「聲音是震盪，通過耳朵的機制傳達到我們的感官，在我們的神經中樞裏才被感應為聲音。樹的倒下和任何其他騷動都會產生空氣震盪。假若沒有耳朵在聽見，那兒就沒有聲音兒。」
這個問題現有的措辭似乎是源自1910年由Charles Riborg Mann和George Ransom Twiss撰寫的《物理》一書。書中問道：「當一棵樹在一個孤寂的森林裏倒下，沒有動物在附近聽見，它有沒有發出聲音 ？為什麼？」連同著其他各式各樣的問題，這問句其實是為了測試讀者對一個章節的理解而提出的，所以，是純粹從物理學角度出發的。

## 形而上學

### 不被感知地存在的可能性
「有沒有些甚麼可以不被感知地存在？」Pamela Jackson如此問道，即是例如：「是不是只有當有人聽見的時候，聲音才是聲音？」
「假如一棵樹在森林裡倒下」這個謎團所帶出的哲學議題，是關於那棵樹（以及它產生的聲音）在人類感官以外的存在。如果一棵樹沒有被人看見，聽見，觸踫到或嗅到，憑甚麼說它是存在呢？當我們根本不知道它的存在，去說它存在是甚麼一回事？當然，從科學角度，它是存在的。是人類有能力去察覺它。乔治·贝克莱在18世紀發展出主觀唯心主義，一套回應前述一類問題的形而上學理論，被總結為著名的「存在就是被察覺到。」不過，今天的形而上學家的意見有分歧。根據物質理論，一種物質跟它的性質是有區別的；根據捆束理論，則一件物件只是它的感官資訊。聲音的定義，簡單來說，是聽得到的噪音。而即使是沒有人聽見的時候，樹木也會發出聲音。定義說明了聲音是可以聽見的噪音。所以樹木根本是可以被聽見，儘管沒有人在附近這樣做。

### 對無法觀察的世界的認識
「我們是否可以假設未被觀察的世界跟有被觀察的世界是沒有兩樣地運作？」例如：「觀察這個行為本身會不會影響結果？」
有一個相類似的疑問，但它並沒有考慮到如果一件事件並沒有被觀察到的話，是否會「如預期」般，跟有被觀察到的時候一樣地發生。這是提出僅僅是一個觀察者的存在本身，就會對被觀察的事件帶來影響。不過，多數人，連同科學家，都假設了有否觀察者在附近，都不會影響到樹木倒下時所發出的聲音；不過，這個假設亦不可能被證實。不過，很多科學家會如此提出「真正沒有被觀察到的事件，是不會對任何東西（例如人、錄音機、或者石頭等等）帶來任何影響（包括沒有傳遞任何信息），亦因而不會對物質世界的現在和未來造成任何後果。因此，沒有被觀察到的事件可能會被視為絕對地跟完全沒有發生過的事件一模一樣。」當然，從問句中我們知道那棵樹木已經從「聳立」的狀態轉變為「倒下」，暗示了這個事件是有被觀察到的，哪怕觀察者是聾的。對於這個謎團，以發展出批判性現實主義而著名的英國科學哲學家Roy Bhaskar提出：

假設人類不再存在，聲音會繼續傳播，重的物件仍然會以同一方式往地面掉下，只是按照假設，沒有人會知道。

未被觀察到的現實的存在是Bhaskar主張的一套本體論的組成部份，這套理論跟20世紀在自然和社會科學中為主流的各個實證主義分支相反，主張「真正的東西的存在與事情的實際發生模式並無關連並往往不同步。」 在社會科學當中，這主張令整套理論在當代馬克思主義者間受到歡迎－尤其是阿列克斯·卡利尼科斯－他們推測，真正存在的社會力量和結構並不必然可以被觀察得到。

### 感知和現實的差異
「一件事物『是甚麼』和它『看起來是甚麼』有甚麼區別？」－－例如：「聲音是以波浪形態透過其他物質傳播的一種壓強上的變化。」
或許整個謎團帶出最重要的主題是，對一件事物的感知和那件事物的實在之間的分野。如果一棵樹存在於我們的感知以外，我們其實無從知道那棵樹到底是否存在，如此說來，「存在」的意思是甚麼？我可以說迪士尼動畫世界是真實存在的，那怕我們從來沒有見過、聽過、嗅到或者通過任何感官系統感知過它，也從沒有在裡面生活過和經歷過，但我「知道」它的存在因為我聽過有關它的傳說、童話、故事，那麼迪士尼動畫世界不就存在於我的記憶、感知和思想裡嗎？就如任何其他的一些記憶存在於我的思想當中那樣嗎？那麼感知和真實的差異到底在哪？同時有人會說，常識告訴我們，就是那棵樹存在於我們的感知以外，它也是有可能會發出聲波的，不過，這些「聲波」並不是「聲音」。物理定義裡的聲音的確有發生，不過要通過刺激人類感官系統而產生的，亦即是感知上的聲音，就沒有發生。可是，如果聲音沒有被感知到（聽到），那麼我們又怎麼知道「物理定義裡的聲音」真的會發生？
整個謎團描繪出約翰·洛克所提出的，主要性質與次要性質之間的差異：即是一個物件本身，它不辯自明的內在性質，和外來的、由別人所賦予的性質之間的區分。意思是，紅色的物件並非真是紅色的（因為「紅色」是一個次要性質），甜的食物並非真是甜的，聲音也沒有樂韻和話語之別，不過圓形的物件是圓的。
視覺，嗅覺，聽覺，真實的狀態。所以觀看者，也是一種假設性出來的。

## 請參閱
- 認識論
- 客體
- 觀察者效應
- 公案／公府之案牘
- 測不準原理
- 薛定諤貓
- 局部性原理
- 伊利澤-威德曼炸彈測試問題
- 莫特問題
- 反事實確定性（Counterfactual definiteness）
- 零作用測量（interaction-free measurement）
- 任寧格實驗（Renninger experiment）

## 外部連結
- "哲學是甚麼？－分析",  普利茅斯州立大學哲學系[永久]
- 有所爭議的定義 （页面存档备份，存于）